# THE カテゴライザー
『人間分類バラエティー THE カテゴライザー』（にんげんぶんるいバラエティー ザ カテゴライザー）は、日本テレビで放送されていたバラエティ番組。一部の番組表では『ネプのカテゴライザー』と表記されていた。

## 概要
2010年9月29日23:58 - 24:43に単発番組として放送され、好評だったためレギュラー化が決まった。
2010年12月2日から2011年1月27日の木曜日25:08 - 25:38（JST）に放送された。
レギュラー終了後の2011年3月23日22:00 - 23:24には特別番組『THE カテゴライザーSP 旬の芸能人アブナイ本性を丸裸90分』が放送された（視聴率11.6%）。また、2011年9月30日には『金曜スーパープライム』枠で放送された（視聴率7.9%）。

## 内容
カテゴライズ（ジャンル分け）が好きな日本人のために、「ファッション」「血液型」「出身地」「兄妹構成」「職業」「口癖」など様々なデータからゲストをカテゴライズし、専門家（カテゴライザー）が独自の理論でゲストの「性格」「恋愛傾向」「相性」「将来性」「金運」「仕事運」など本性を診断・分析していく。

## 出演

### MC
- ネプチューン（名倉潤、原田泰造、堀内健）

### カテゴライザー
- 石原裕子（ファッションカテゴライザー）
- 浮世満理子（行動分析カテゴライザー）
- 大島知子（カラオケカテゴライザー）
- 小高千枝（数字カテゴライザー）
- 清田直美（インテリアカテゴライザー）
- 金子哲雄（部活カテゴライザー）
- ぐっどうぃる博士（行動分析カテゴライザー）
- コトブキツカサ（映画カテゴライザー）
- 篠原菊紀（料理カテゴライザー）
- 島田裕巳（生まれ順カテゴライザー）
- 塚越友子（メールカテゴライザー）
- 出口保行（口癖カテゴライザー）
- 野中聖治（髪型カテゴライザー）
- 前川恵（手料理カテゴライザー）
- 町田ひろ子（インテリアカテゴライザー）
- 松山真己（財布カテゴライザー）
- 矢島タケシ（ファッションカテゴライザー）
- 矢野新一（出身地カテゴライザー）
- 矢幡洋（携帯カテゴライザー）
- 山崎世美子（プレゼントカテゴライザー）

## ネット局
| 放送対象地域 | 放送局         | 放送期間                      | 放送日時           | 備考                         |
| ------------ | -------------- | ----------------------------- | ------------------ | ---------------------------- |
| 関東広域圏   | 日本テレビ     | 2010年12月2日 - 2011年1月27日 | 木曜 25:08 - 25:38 | 制作局                       |
| 福岡県       | 福岡放送       | 2011年1月27日 - 3月10日       | 木曜 25:18 - 25:48 |                              |
| 長崎県       | 長崎国際テレビ | 2011年2月14日 - 4月4日        | 月曜 24:34 - 25:04 | 2月14日・21日は24:29 - 24:59 |
| 近畿広域圏   | 読売テレビ     | 2011年3月1日 - 4月29日        | 金曜 25:58 - 26:28 | 3月は火曜・水曜深夜          |

## スタッフ
- 企画・演出：藤森真実
- ナレーター：銀河万丈
- 構成：桜井慎一、アリエシュンスケ、木南広明
- TM：佐治佳一
- SW：米田博之
- カメラ：西阪康史
- MIX：藤雅樹
- 調整：服部博
- 照明：加藤恵介
- 編集：小嶺浩一
- MA：吉田達矢
- 音効：高取謙
- 美術：高野泰人、林健一
- デザイン：北村春美
- マルチ：ミジェット
- 編成：東井文太
- 広報：満松隆一郎
- デスク：保科邦子
- リサーチ：下川悟、長谷川渉
- 演出補：上村雄一、杉本泰規、須藤将太
- ディレクター：川俣和也、道下貴之、青柳剛、森田篤
- チーフディレクター：高橋公彦（レギュラー版から担当）、中山準士［週替わり］
- プロデューサー：田中宏史 / 髙松明央、成子美里（スペシャル版ではAPを担当）
- チーフプロデューサー：松岡至
- 制作協力：いまじん
- 製作著作：日本テレビ

### 過去のスタッフ
※=SP版のみのスタッフ
- ナレーション：nona※
- カメラ：日向野崇※
- 調整：笈川太※
- MA：兒子仁※
- デスク：難波亜矢※
- ディレクター：川端鉄也、日野力※